# Tamara Garkúshina
Tamara Pávlovna Garkúshina –en ruso, Тамара Павловна Гаркушина– (1 de febrero de 1946) es una deportista soviética que compitió en ciclismo en la modalidad de pista, especialista en la prueba de persecución individual.
Ganó siete medallas en el Campeonato Mundial de Ciclismo en Pista entre los años 1967 y 1974.

## Medallero internacional
| Campeonato Mundial | Campeonato Mundial        | Campeonato Mundial | Campeonato Mundial     |
| Año                | Lugar                     | Medalla            | Competición            |
| ------------------ | ------------------------- | ------------------ | ---------------------- |
| 1967               | Ámsterdam ( Países Bajos) | Medalla de oro     | Persecución individual |
| 1969               | Brno ( Checoslovaquia)    | Medalla de plata   | Persecución individual |
| 1970               | Leicester ( Reino Unido)  | Medalla de oro     | Persecución individual |
| 1971               | Varese ( Italia)          | Medalla de oro     | Persecución individual |
| 1972               | Marsella ( Francia)       | Medalla de oro     | Persecución individual |
| 1973               | San Sebastián ( España)   | Medalla de oro     | Persecución individual |
| 1974               | Montreal ( Canadá)        | Medalla de oro     | Persecución individual |